# 紫峰七海
紫峰 七海（しほう ななみ、10月24日 - ）は、元宝塚歌劇団花組の男役。元花組副組長。
埼玉県さいたま市、市立浦和高等学校出身。身長169cm。愛称は「ふみか」。
所属事務所はMC企画。

## 来歴
1998年、宝塚音楽学校入学。
2000年、宝塚歌劇団に86期生として入団。入団時の成績は23番。花組公演「源氏物語 あさきゆめみし／ザ・ビューティーズ!」で初舞台。組まわりを経て花組に配属。
2014年5月12日付で花組副組長に就任。
2015年12月27日、「新源氏物語／Melodia」東京公演千秋楽をもって、宝塚歌劇団を退団。

## 宝塚歌劇団時代の主な舞台

### 初舞台
- 2000年4 - 5月、花組『源氏物語 あさきゆめみし』『ザ・ビューティーズ!』（宝塚大劇場のみ）

### 組まわり
- 2000年5 - 6月、星組『黄金のファラオ』『美麗猫（ミラキャット）』（宝塚大劇場のみ）

### 花組時代
- 2002年3月、『琥珀色の雨にぬれて／Cocktail -カクテル-』新人公演：ローラン（本役：蘭寿とむ）[2]
- 2002年8月、『月の燈影』筆松（バウ・東京特別）
- 2002年10月、『エリザベート』黒天使、新人公演：ケンペン男爵（本役：悠真倫）
- 2003年5月、『野風の笛／レヴュー誕生 -夢を創る仲間たち-』新人公演：ソテーロ（本役：大伴れいか）
- 2003年10月、『二都物語』マルタン（バウ・東京特別）
- 2004年1月、『天使の季節／アプローズ・タカラヅカ！ -ゴールデン90-』大使、新人公演：ノビテンデ（本役：眉月凰）
- 2004年5月、『ジャワの踊り子』アグン（全国ツアー）
- 2004年8月、『La Esperanza-いつか叶う-／TAKARAZUKA舞夢!』新人公演：ギジェルモ（本役：矢吹翔）
- 2005年1月、『くらわんか』安兵衛／卯之助（バウ・ワークショップ）
- 2005年3月、『マラケシュ・紅の墓標／エンター・ザ・レビュー』ベルナール、新人公演：クロック長官（本役：萬あきら）
- 2005年8月、『マラケシュ・紅の墓標／エンター・ザ・レビュー』ルイ（博多座）
- 2005年11月、『落陽のパレルモ／ASIAN WINDS!』マッシモ大佐、新人公演：マリオ・フランチェスコ・ディ・ドンブイユ伯爵（本役：萬あきら）
- 2006年3月、『Appartment Cinema』シモン（シアタードラマシティ・東京特別・名古屋特別）
- 2006年6月、『ファントム』パパン（警官）、新人公演：ジェラルド・キャリエール（本役：彩吹真央）[2]
- 2006年11月、『MIND TRAVELLER -記憶の旅人-』ザック・ドナヒュー（シアタードラマシティ・東京特別）
- 2007年2月、『明智小五郎の事件簿-黒蜥蜴（トカゲ）－／タキシード・ジャズ』客
- 2007年7月、『舞姫』ドクトル・ヴィーゼ（バウ・東京特別）
- 2007年9月、『アデュー・マルセイユ -マルセイユへ愛をこめて-／ラブ・シンフォニー』ピエール／ルノー
- 2008年2月、『蒼いくちづけ －ドラキュラ伯爵の恋－』ヘルシング教授／デイヴ（バウ）
- 2008年5月、『愛と死のアラビア／Red Hot Sea』ラシード
- 2008年9月、『銀ちゃんの恋』カメラマン／スポンサー（ドラマシティ・東京特別）
- 2009年1月、『太王四神記 -チェシンの星のもとに-』チョ・ジュド
- 2009年5月、『オグリ! 〜小栗判官物語より〜』三郎（バウ・東京特別）
- 2009年9月、『外伝ベルサイユのばら－アンドレ編－／EXCITER!!』村人
- 2010年1月、『BUND／NEON 上海 －深緋の嘆きの河（コキュートス）－』（バウ）杜月笙
- 2010年3月、『虞美人』項梁／王翳
- 2010年7月、『麗しのサブリナ／EXCITER!!』エドガー
- 2010年11月、『CODE HIRO/コード・ヒーロー』クリストファー（バウ・東京特別）
- 2011年2月、『愛のプレリュード／Le Paradis!! -聖なる時間-』ドルフィー・アンダーソン
- 2011年6月、『ファントム』モンシャルマン（文化大臣）
- 2011年10月、『小さな花がひらいた／ル・ポアゾン 愛の媚薬』伊吉（全国ツアー）
- 2012年1月、『復活 －恋が終わり、愛が残った－／カノン』スメリコフ・宿の主人
- 2012年5月、『近松・恋の道行』寺坂吉右衛門　（宝塚バウホール・日本青年館）
- 2012年7月、『サン＝テグジュペリ－『星の王子さま』になった操縦士（パイロット）－／CONGA!!』コルノー
- 2012年12月、『おかしな二人』スピード　専科公演（日本青年館）
- 2013年2月、『オーシャンズ11』ルーベン・ティシュコフ／ニック・スタイン（二役）
- 2013年6月、『フォーエバー・ガーシュイン －五線譜に描く夢－ 』モーゼス・ガンブル／アレックス・A・アーロンズ（二役）（バウ公演）
- 2013年8月、『愛と革命の詩 -アンドレア・シェニエ-／Mr. Swing! 』デュマ
- 2014年2月、『ラスト・タイクーン -ハリウッドの帝王、不滅の愛-／TAKARAZUKA ∞ 夢眩』レッド・ライディングウッド
- 2014年6月、『ベルサイユのばら - フェルゼンとマリー・アントワネット編 -』（中日劇場）プロヴァンス伯爵
- 2014年8月、『エリザベート -愛と死の輪舞-』ラウシャー
- 2015年1月、『風の次郎吉 -大江戸夜飛翔-』（ドラマシティ・東京特別）活動弁士／小松屋太兵衛
- 2015年3月、『カリスタの海に抱かれて／宝塚幻想曲』ブリエンヌ総督
- 2015年7月、『ベルサイユのばら - フェルゼンとマリー・アントワネット編 - ／宝塚幻想曲（タカラヅカ ファンタジア）』（梅田芸術劇場・台湾）プロヴァンス伯爵
- 2015年10月、『新源氏物語』左大臣『Melodia -熱く美しき旋律-』 退団公演[2]